# Antioch I Soter

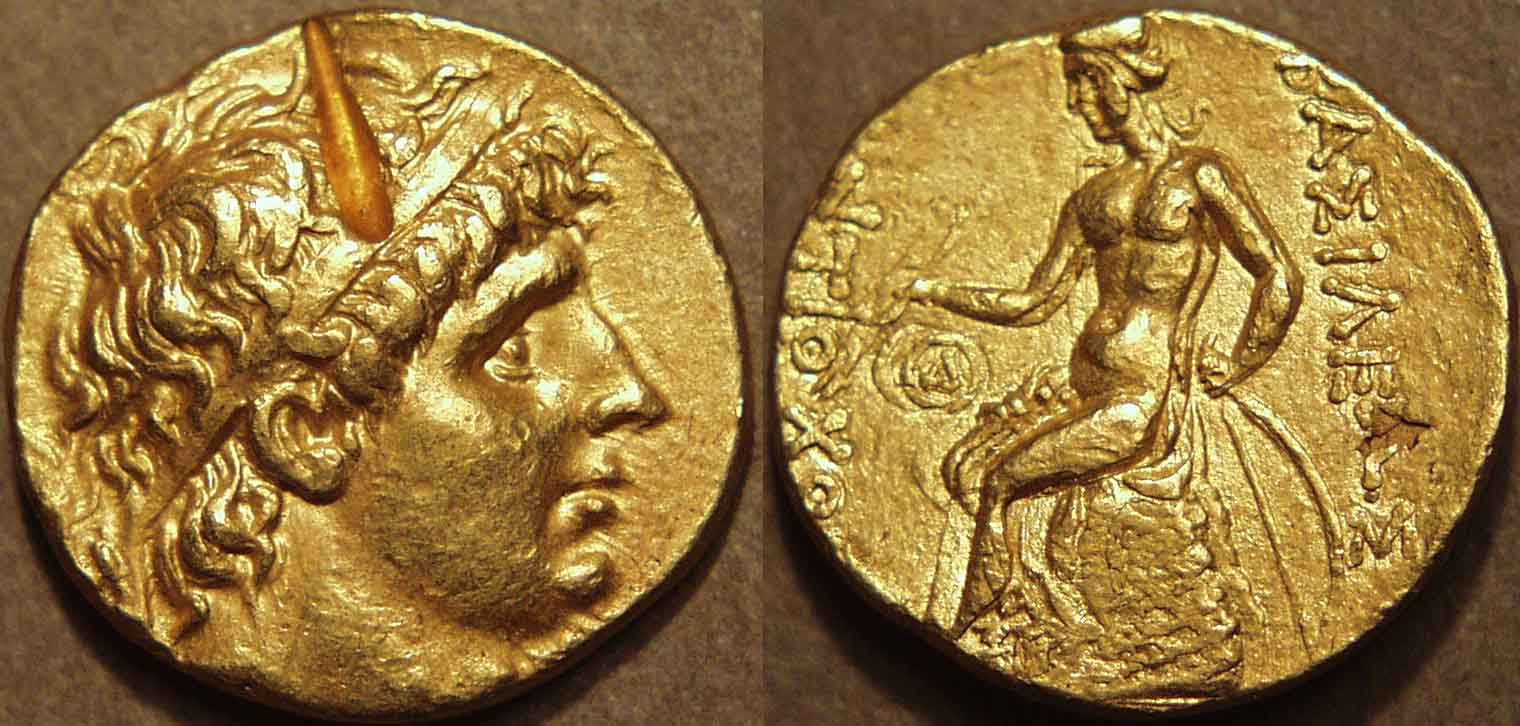
Złoty stater Antiocha I Sotera. Na awersie głowa Antiocha w diademie zwrócona w prawo. Na rewersie nagi Apollo zwrócony w lewo, siedzi na omfalosie, podpiera się łukiem i trzyma dwie strzały. Grecka legenda BAΣIΛEΩΣ ANTIOXOY (król Antioch). W lewym polu znajduje się monogram Δ oznaczający Ajchanom

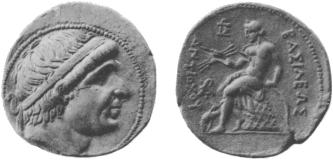
Srebrna moneta Antiocha I Sotera z jego wizerunkiem

Antioch I Soter (ur. ok. 324 p.n.e., zm. 262 p.n.e. lub 1 lub 2 czerwca 261 p.n.e.) – drugi król z dynastii Seleucydów, panujący wspólnie ze swoim ojcem Seleukosem od ok. 292 p.n.e., zaś samodzielnie od 281 p.n.e. aż do śmierci. Swój przydomek „Soter” (gr. „Zbawca”) otrzymał od miast greckich w Jonii po zwycięstwie nad celtyckimi Galatami, którzy wtargnęli do Azji Mniejszej.

## U boku ojca
Był synem Seleukosa i jego sogdiańskiej żony Apame, córki Spitamanesa.  W roku 301 p.n.e. młody Antioch brał udział w tzw. „Bitwie królów” pod Ipsos, dowodząc kawalerią, która została rozproszona po potężnym ataku Demetriusza Poliorketesa. W 294 lub 292 p.n.e., gdy został przez Seleukosa mianowany współrządcą imperium i zarządcą wschodnich prowincji, poślubił (za zgodą ojca) swoją macochę Stratonikę – córkę Demetriusza Poliorketesa. W latach 293-281 p.n.e., a więc do czasu śmierci Seleukosa, Antioch, jako współwładca, zarządzał wschodnimi satrapiami państwa rezydując oficjalnie w Seleucji nad Tygrysem, większość jednak czasu spędzając w Baktrii. Odciążał w ten sposób ojca w zarządzaniu imperium, bardzo trudnym do władania z uwagi na jego położenie, rozmiary i zróżnicowanie etniczne.

## Samodzielny władca
Na wschodzie imperium zastała Antiocha wiadomość o śmierci ojca, w 281 p.n.e. Młody władca musiał od razu stawić czoło piętrzącym się wielu trudnościom: rewoltom w Syrii, Anatolii oraz wojnie przeciwko Antygonowi Gonatasowi.
W Azji Mniejszej dość skuteczną próbę uniezależnienia się podjął Filetajros, władający Pergamonem. To właśnie on wykupił ciało Seleukosa I od jego zabójcy, Ptolemeusza Keraunosa i spaliwszy, przekazał prochy Antiochowi, nie omieszkał przy tym wykorzystać sytuacji związanej ze zmianą władzy na tronie syryjskim, aby umocnić swą pozycję. Wydaje się jednak, że formalnie w dalszym ciągu uznawał on władzę Seleukidów. Dopiero jego następca ostatecznie zerwie z Seleukidami
Około 280 p.n.e. niazależność od rządów Antiocha próbowali wywalczyć mieszkańcy Kapadocji. Armia kapadocka pod wodzą Amyntasa pokonała wojska Antiocha.
Antioch próbował również opanować Bitynię, co jednak skończyło się niepowodzeniem.
Około 280 p.n.e. ustanowił zarządcą wschodnich satrapii swojego syna Seleukosa. Został on później zabity w wyniku podejrzeń o zdradę około 267 p.n.e.

## Walka z najeźdźcami
Tymczasem celtyccy Galatowie, którzy w 279 p.n.e. zaatakowali Macedonię i Grecję stali się na tyle niebezpieczni dla Antygona Gonatasa jak i Antiocha, że skłoniło to obu władców do zawarcia pokoju (279 p.n.e.), rozdzielającego strefy wpływów między Antygonidami, a Seleukidami – pierwsi nie mieli się mieszać w sprawy Tracji i Azji, a Seleukidzi rezygnowali z roszczeń do Macedonii i Grecji. To porozumienie miało okazać się bardzo trwałe między obu dynastiami.
W 278 p.n.e., część Celtów przeprawiła się do Azji Mniejszej przez Hellespont i z poduszczenia władcy Bitynii, Nikomedesa I, uderzyła na posiadłości Seleukidów w Azji Mniejszej, pustosząc je przez około dwa lata. W 275 p.n.e. zostali jednak pokonani przez Antiocha w tzw. „Bitwie słoni” (nazwa od słoni bojowych, które odegrały w niej rolę decydującą), który tym samym uspokoił nieco sytuację w tym regionie zyskując przy okazji przydomek „Soter” (Zbawca) od miast greckich w Jonii, które w ten sposób wyraziły swoją wdzięczność Antiochowi za ocalenie przed najeźdźcami. Seleukidzie nie udało się jednak całkowicie unicestwić Galatów – osiedlili się oni w północnej Frygii dając nazwę krainie, którą opanowali, znaną odtąd w historii jako Galacja.

## Konflikt z Egiptem
Kolejnym celem politycznym Antiocha stała się kwestia opanowania Celesyrii i Fenicji, które dzierżyli Ptolemeusze od czasów bitwy pod Ipsos w 301 p.n.e. Antioch, jak i zresztą później jego następcy rościli sobie prawa do tych, według nich bezprawnie opanowanych terytoriów.
Najprawdopodobniej zaraz po śmierci Seleukosa I, Ptolemeusze opanowali Milet w Azji Mniejszej, który jeszcze w 280 p.n.e. należał do Seleukidów, a już rok później do Lagidów. Zapewne tego typu sytuacje zaostrzały tylko stosunki na linii Antiochia – Aleksandria i pchały stopniowo oba kraje w nieuchronny konflikt, którego głównym celem było panowanie nad Celesyrią, Fenicją i Palestyną – terytoriów o wielkim znaczeniu strategicznym.
W 276 lub 275 p.n.e. rozpoczęła się o nie tzw. I wojna syryjska, która jednak nie przyniosła Seleukidom większych nabytków terytorialnych. W jej wyniku Ptolemeusze zyskali niektóre miasta w południowej części Azji Mniejszej, a więc nie tylko utrzymali swój stan posiadania (Celesyrię), ale jeszcze go powiększyli.

## Rządy wewnętrzne w państwie
Po I wojnie syryjskiej Antioch w zasadzie nie prowadził aktywnej polityki zagranicznej, nie angażując się po żadnej ze stron, w zmaganiach między Antygonem a Atenami wspieranymi przez Ptolemeusza, w tzw. wojnie chremonidejskiej (266-262 p.n.e.). Seleukida skoncentrował się raczej na wewnętrznych sprawach państwa, wykazując się jako zdolny administrator i fundator wielu miast i świątyń. Antioch I założył i odbudował liczne miasta na terenie swego ogromnego państwa, wzmacniając tym samym żywioł grecki na Bliskim Wschodzie i w Azji Centralnej. O ile działalność budowlana Seleukosa I koncentrowała się bardziej w zachodniej części państwa, na terenach Syrii, co przejawiało się w licznych fundacjach miast, o tyle Antioch I, pokrył siecią miast tereny Azji Mniejszej i Iranu. (do znaczniejszych należała np. Antiochia Margiańska). Zakładane miasta były wyspami ludności greckiej w Azji, z których kultura helleńska promieniowała na najbliższe otaczające je tereny. Nie powstawały one na pustych, niezagospodarowanych terenach. Najczęściej rozbudowywano istniejące małe osady lub nawet większe miasta, zmieniając im nazwy i osiedlając nowych kolonizatorów, ściąganych również z okolicznych wiosek, które w ten sposób pustoszały, aby przyczynić się do rozwoju nowego ośrodka miejskiego. Tworzono klasyczne greckie polis z ich instytucjami samorządowymi i często o znacznej autonomii, zwłaszcza w sferze sądowniczej i finansowej. Nie miały jednak, jak za czasów Grecji klasycznej, całkowitej wolności politycznej, o czym przypominał urząd epistatesa – bezpośredniego zarządcy królewskiego. Część miast greckich bezpośrednio podlegała królowi – z epistatesem na czele, a część funkcjonowała jako wolni sprzymierzeńcy.
Antioch dbał również o sprawy związane z religią. Odbudował E-sagilę – zniszczony przez Kserksesa I kompleks świątynny boga Bela (jedno z imion Marduka) w Babilonie, a także świątynię boga Nabu w Borsippie, za co wdzięczny kapłan Berossos zadedykował mu swe dzieło Babyloniaka o dziejach, wierzeniach i kulturze Babilonii.
Ogólnie rzecz biorąc, Antioch I prowadził umiarkowaną politykę wobec wszystkich podległych sobie terytoriów.

## Ostatnie lata
U schyłku swego panowania Antioch pragnął wykorzystać śmierć Filetajrosa z Pergamonu (263 lub 262 p.n.e.) i podporządkować sobie półniezależne państewko całkowicie. Nie udało mu się jednak osiągnąć celu, gdyż przybrany syn Filetajrosa – Eumenes I, przy pomocy Galatów pokonał Antiocha w bitwie pod Sardes w 262 lub 261 p.n.e. i oficjalnie uniezależnił się od Seleukidów, dając początek dynastii Attalidów.
W r. 261 p.n.e. Antioch I Soter zmarł. Nieco wcześniej utracił on Efez na rzecz Egiptu.

## Podsumowanie
Okres panowania Antiocha I to zalążki kryzysu monarchii Seleucydów (chociaż to stwierdzenie można także odnieść do Seleukosa I), które uwidoczniły się w postaci odrywania się od niej poszczególnych terytoriów, co szczególnie ostro objawiło się w Azji Mniejszej. Zjawisko to było stałym elementem funkcjonowania tego państwa, niemal od samego początku jego istnienia. Za Antiocha I procesy separatystyczne skondensowane były w Azji Mniejszej, toteż działalność tego monarchy tam się szczególnie uwidoczniła. Sytuacja ta zmuszała króla do walki o utrzymanie jedności państwa, przy czym Antioch nie rozwiązał kluczowych problemów swojego panowania – pomimo zwycięstwa nad Galatami nie potrafił ich jednak całkowicie wyeliminować, jako nowego czynnika politycznego w Azji Mniejszej, jak również nie powstrzymał Pergamonu w uzyskaniu niezależności politycznej, co w dalszej perspektywie okazało się katastrofalne dla państwa Seleukidów. Nie udało się również Antiochowi zawojować Celesyrii i terytoriów przyległych, zostawiając ten problem swoim następcom. Również greckie miasta na zachodnim wybrzeżu Azji Mniejszej bardzo często zmieniały sojuszników, albo panujących. Z drugiej jednak strony Antioch I potrafił utrzymać zdobycze Seleukosa w zasadniczym zarysie, a ożywiona działalność budowlana i kolonizacyjna, niewątpliwie w jakimś stopniu przyczyniła się do wzmocnienia żywiołu greckiego, a tym samym pewnego okrzepnięcia struktury państwa opartego przecież na elicie grecko-macedońskiej. Tym niemniej nierozwiązane przez Antiocha I problemy polityczne przyczyniły się w przyszłości do poważnego kryzysu państwa Seleukidów w połowie III wieku p.n.e., który zachwiał podstawami monarchii.